# I cavalieri interstellari
I cavalieri interstellari (Trancers 4: Jack of Swords) è un film diretto da David Nutter. 
Si tratta del quarto capitolo della serie fantascientifica Trancers.

## Trama
In questo capitolo non troviamo più Lena, Alice e gli altri amici di Jack Deth: resta solo lui che svolge il lavoro di addetto al controllo del flusso del tempo.
Attraverso di esso Jack riesce a viaggiare con una speciale macchina, in grado di trovare e porre rimedio ad ogni evento perturbatore.
Durante una spedizione un'entità vegetale dagli occhi di insetto: il Solonoid, danneggia la macchina di Jack che finisce in una dimensione alternativa: nel mondo medievale di Orpheus, governato dalle leggi della magia e non da quelle della scienza.
I potenti del luogo sono i Trancers, governati da Lord Caliban.
Jack dovrà allearsi ai ribelli del luogo per poter sopravvivere e ritornare indietro nel tempo.